# Geofiton
A geofitonok olyan növények, amelyek gyöktörzsükkel, gumójukkal vagy a hagymájukkal az év java részében a földbe húzódnak vissza (azaz „föld alatti” növények).

## Életmódjuk, élőhelyük
Olyan évelő növények, amelyek a talajban telelnek át. Főleg zárt lombkoronájú erdőkben — Magyarországon elsősorban bükkösökben és gyertyános–tölgyesekben — nőnek.
Erdeik lombkoronája lombfakadás után már nem sok fényt enged át, így aljnövényzetük is szegényes. Kora tavasszal azonban, amikor a zsenge ágak között átsüt a nap, a geofitonok tömegesen törik át az avarszőnyeget. Hamar elvirágoznak, hogy még a termésük is beérjen az erdő kizöldülése előtt. Az év hátralevő részére a fentebb írtaknak megfelelően visszahúzódnak. 
Föld alatti, áttelelő részük különféle lehet:
- tarack, illetve rizóma, pl. csillagpázsit,
- gumó–tarackgumó, pl. mezei menta
- szaporítógyökér, pl. apró szulák,
- hagyma–hagymagumó, pl.: üstökös gyöngyike.

## A Magyarországon legismertebb geofitonok
- keltikék (Corydalis spp.), pl. odvas keltike (Corydalis cava)
- boglárkák,
- téltemető (Eranthis hyemalis),
- tőzike (Leucojum spp.),
- fekete hunyor (Helleborus niger),
- szellőrózsa (Anemone spp.), pl. nemes májvirág (Anemone hepatica).

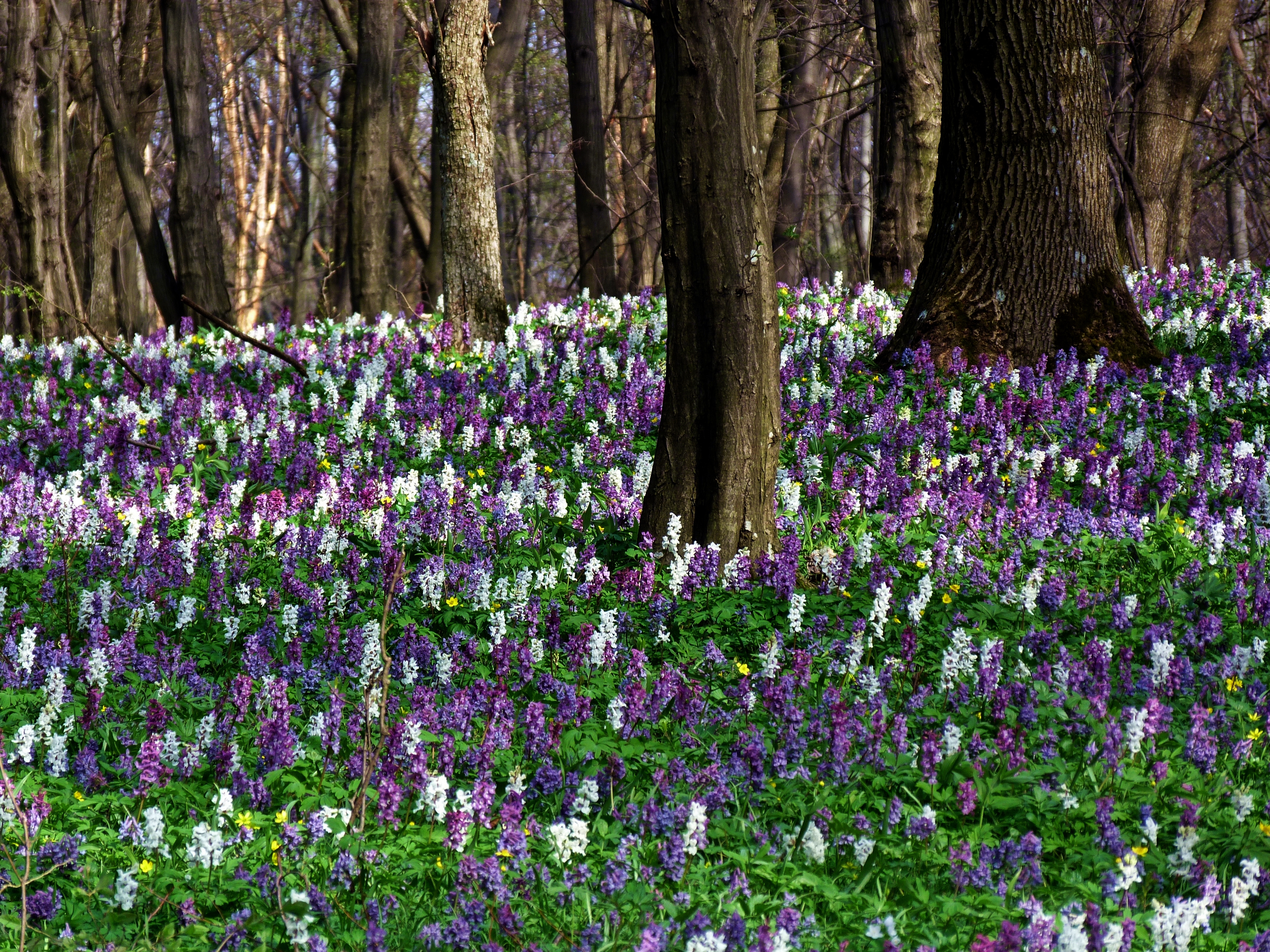
Kora tavasszal tömegesen nyílik az odvas keltike (Corydalis cava)
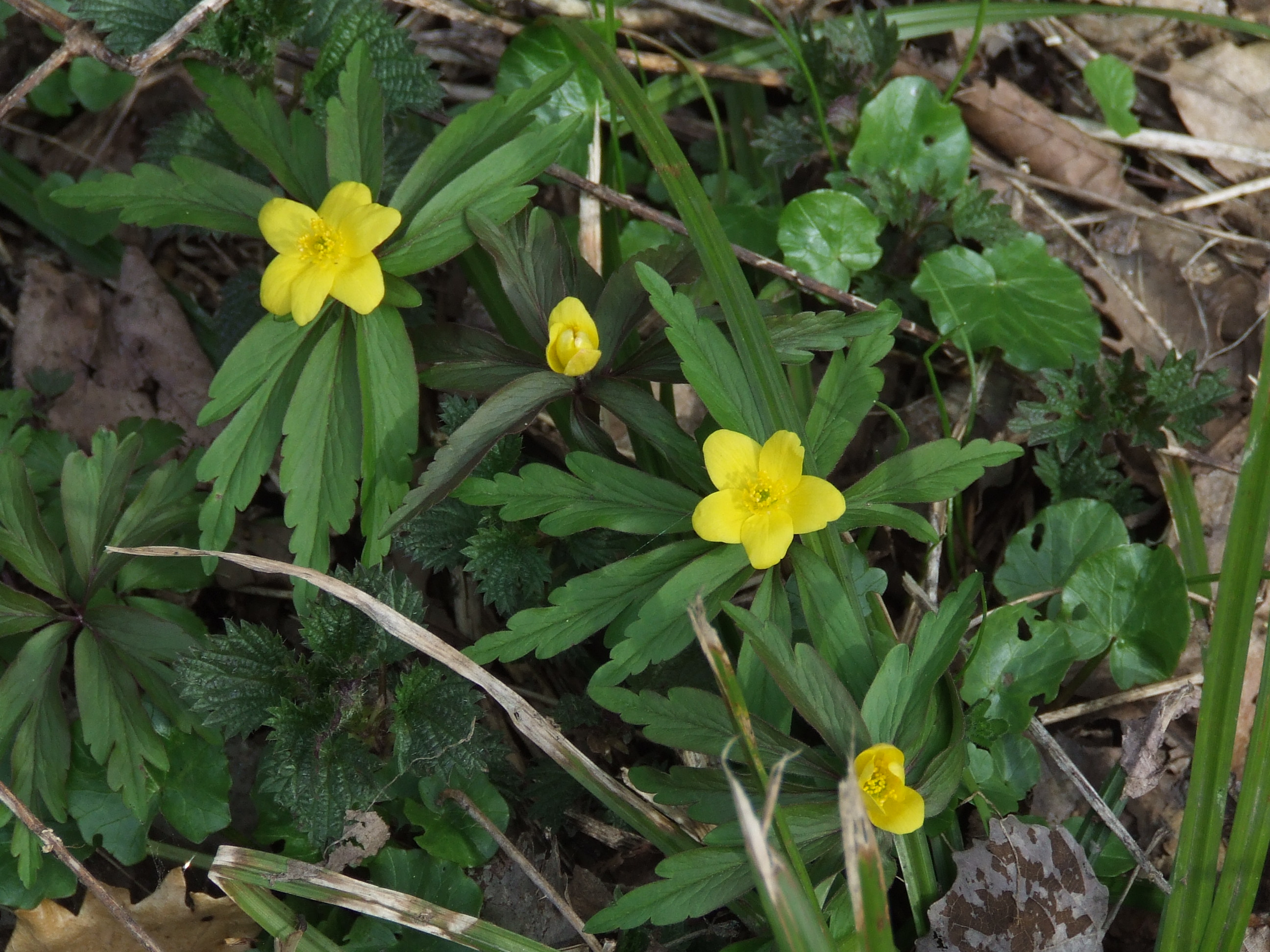
Bogláros szellőrózsa (Anemone ranunculoides)
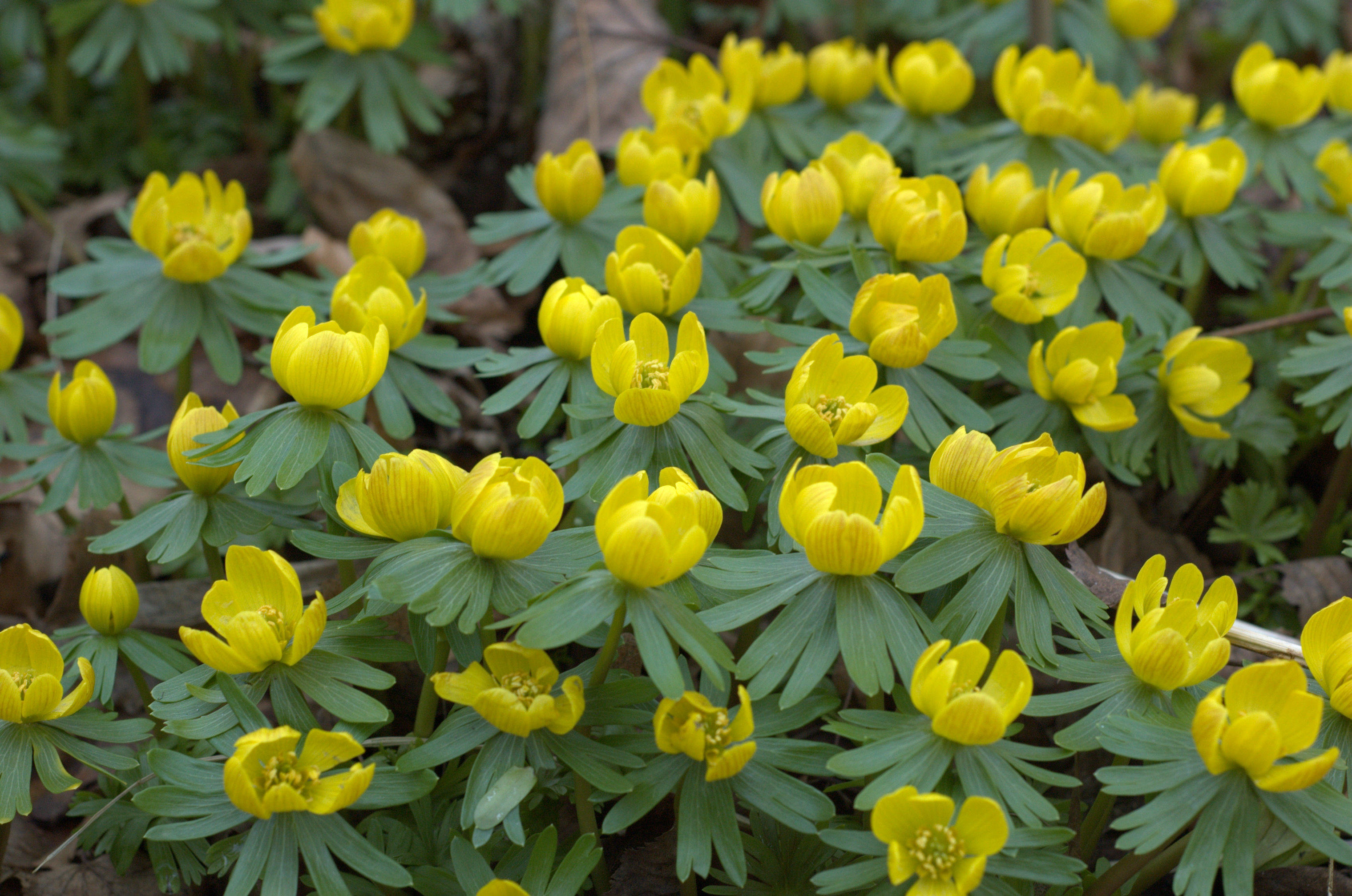
Téltemető (Eranthis hyemalis)

## Kapcsolódó cikk
- Raunkiær-féle életforma-osztályozás